# امامزاده اسماعیل (چیذر)

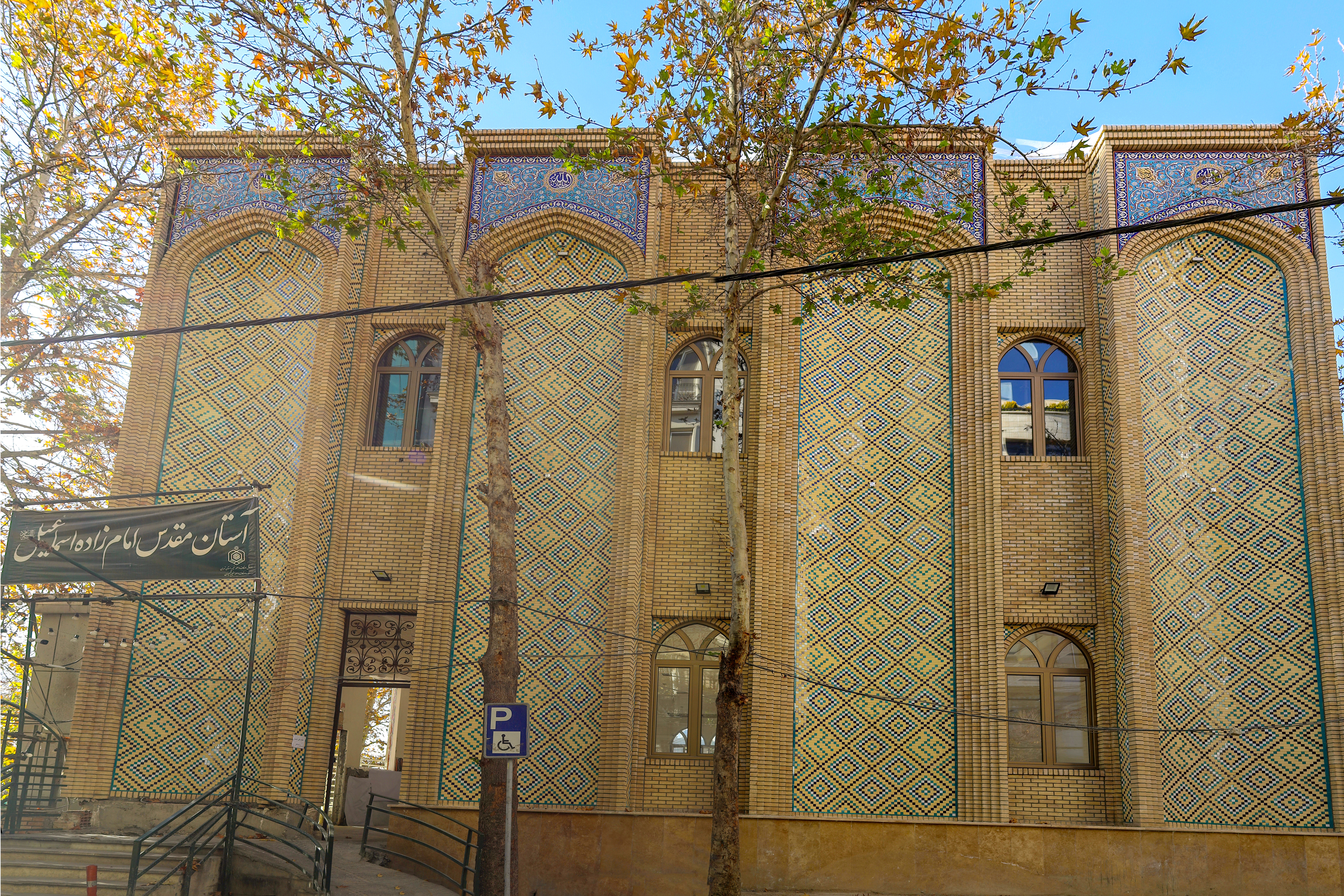

امامزاده اسماعیل چیذر از پسران امام هفتم شیعیان موسی کاظم است. آرامگاه او در تهران و در شمال بزرگراه آیت‌الله صدر و جنوب چیذر واقع شده و از خیابان پاشاظهری نیز به آن دسترسی هست.
ضریح امامزاده به تازگی تعویض و ضریح زیبایی جایگزین ضریح چوبی پیشین شده‌است و مساحت بنا همراه حیاط ۱۲۰ متر مربع است. بنا بدون گنبد و از نظر معماری، سنتی است. در ضمن حسینیه‌ای هم در آن واقع است و دارای شبستانی بزرگ است که دو طبقه روی آن در حال ساخت است و کاشی کاری آن متعلق به عهد ناصری است که آثاری از آن هنوز باقی مانده‌است. این امامزاده هم‌اکنون در حال گسترش و بازسازی می‌باشد.او فرزند ذکریا ابن موسی ابن الکاظم میباشد. او جوان ۱۹ ساله‌ای بوده‌است که در حوالی تجریش زخمی و در دهی بنام شیذر (چیذر فعلی)و در کنار درخت چناری سر بریده شده‌است.